# Syngrapha viridisigma

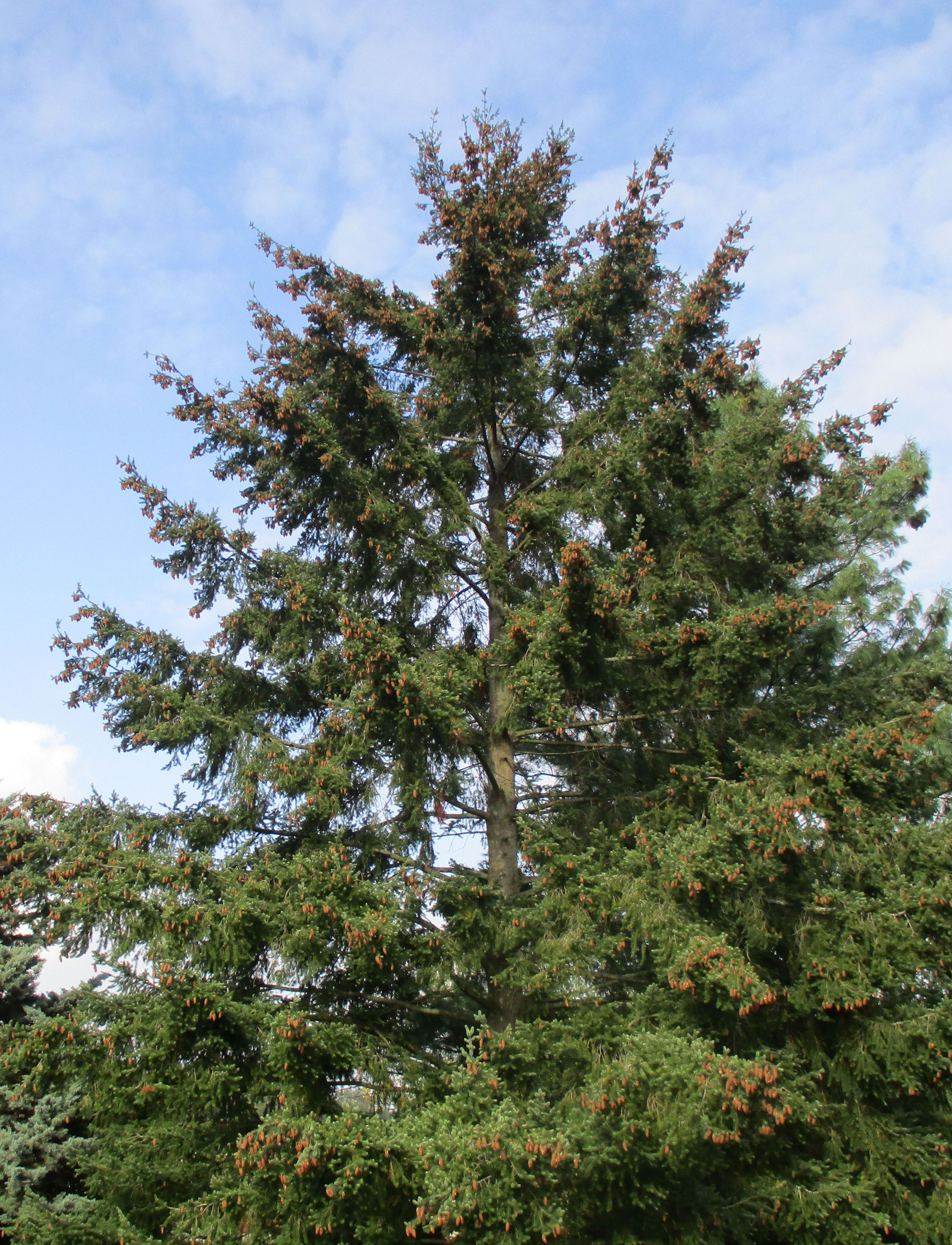
Gewöhnliche Douglasie, eine Nahrungspflanze der Raupen

Syngrapha viridisigma ist ein in Nordamerika vorkommender  Schmetterling (Nachtfalter) aus der Familie der  Eulenfalter (Noctuidae).

## Merkmale

### Falter
Die Falter erreichen eine Flügelspannweite von 36 bis 44 Millimetern. Die Vorderflügeloberseite ist hellgrau bis dunkelgrau gefärbt. Sämtliche Zeichnungselemente heben sich nur undeutlich und dunkler ab: die jeweils doppelt angelegten inneren und äußeren Querlinien, die gezackte Wellenlinie sowie die Ring- und Nierenmakel. Die silbrig weiße Makel im Mittelfeld ist ebenfalls meist nur schwach ausgebildet. Die Hinterflügeloberseite  ist zeichnungslos graubraun, Richtung Saum leicht verdunkelt. Der Thorax ist pelzig behaart und mit einem dichten Haarbüschel ausgestattet.

### Raupe
Ausgewachsene Raupen sind grün gefärbt und mit nur zwei Paaren von Bauchfüßen versehen. Sie zeigen breite weißliche Nebenrückenlinien sowie einen gelbweißen Seitenstreifen.

### Ähnliche Arten
Bei der Aschgrauen Höckereule (Trichoplusia ni) ist die silbrig weißen Makel im Mittelfeld der Vorderflügeloberseite deutlicher ausgebildet als bei Syngrapha viridisigma.

## Verbreitung und Vorkommen
Syngrapha viridisigma kommt im Süden Kanadas sowie im Norden und der Mitte der USA vor. Die Art besiedelt bevorzugt feuchte Nadelholzwälder.

## Lebensweise
Die nachtaktiven Falter fliegen in einer Generation, schwerpunktmäßig zwischen Juli und September. Sie besuchen künstliche Lichtquellen. Die Raupen ernähren sich von den Nadeln von Kieferngewächsen (Pinaceae), beispielsweise von Fichten (Picea) und Tannen (Abies). Regional sind sie namentlich an der Gewöhnlichen Douglasie (Pseudotsuga menziesii) zu finden.